# Kaupichthys
Kaupichthys es un género de peces de la familia Chlopsidae.

## Especies
- Kaupichthys atronasus L. P. Schultz, 1953
- Kaupichthys brachychirus L. P. Schultz, 1953
- Kaupichthys diodontus L. P. Schultz, 1943
- Kaupichthys hyoproroides (Strömman, 1896)
- Kaupichthys japonicus Matsubara & Asano, 1960
- Kaupichthys nuchalis J. E. Böhlke, 1967